# 艾林和迪賽德 (英國國會選區)
艾林和迪賽德（英語：Alyn and Deeside），英國國會一郡選區，包括威爾斯東北部弗林特郡南部。始設於1983年。
本區自創設以來一直支持工黨。自2001年任下議院議員的馬克·塔米在2010年大選中以39.6%選票勝出該區連任。